# Женесс (футбольный клуб, Канах)
«Жене́сс» (фр. F.C. Jeunesse Canach) — футбольный клуб из города Канах, Люксембург. Выступает в Почётном дивизионе, второй по силе футбольной лиге в Люксембурге.

## История
Клуб основан в 1930 году под названием «Фортуна Канах». Был расформирован во время Второй мировой войны. В 1946 году команда была возрождена, но в 1953 году снова расформирована. 27 февраля 1957 году снова была возрождена под нынешним названием. Основная история клуба прошла в соревнованиях Первого и Второго дивизионов чемпионата Люксембурга (3 и 4 уровень футбольной пирамиды Люксембурга). В сезоне 2005/06 команда впервые получила право выступать в Почетном дивизионе (второй уровень лиг) чемпионата Люксембурга. А по итогам сезона 2009/10 клуб получил право выступить в Национальном дивизионе.

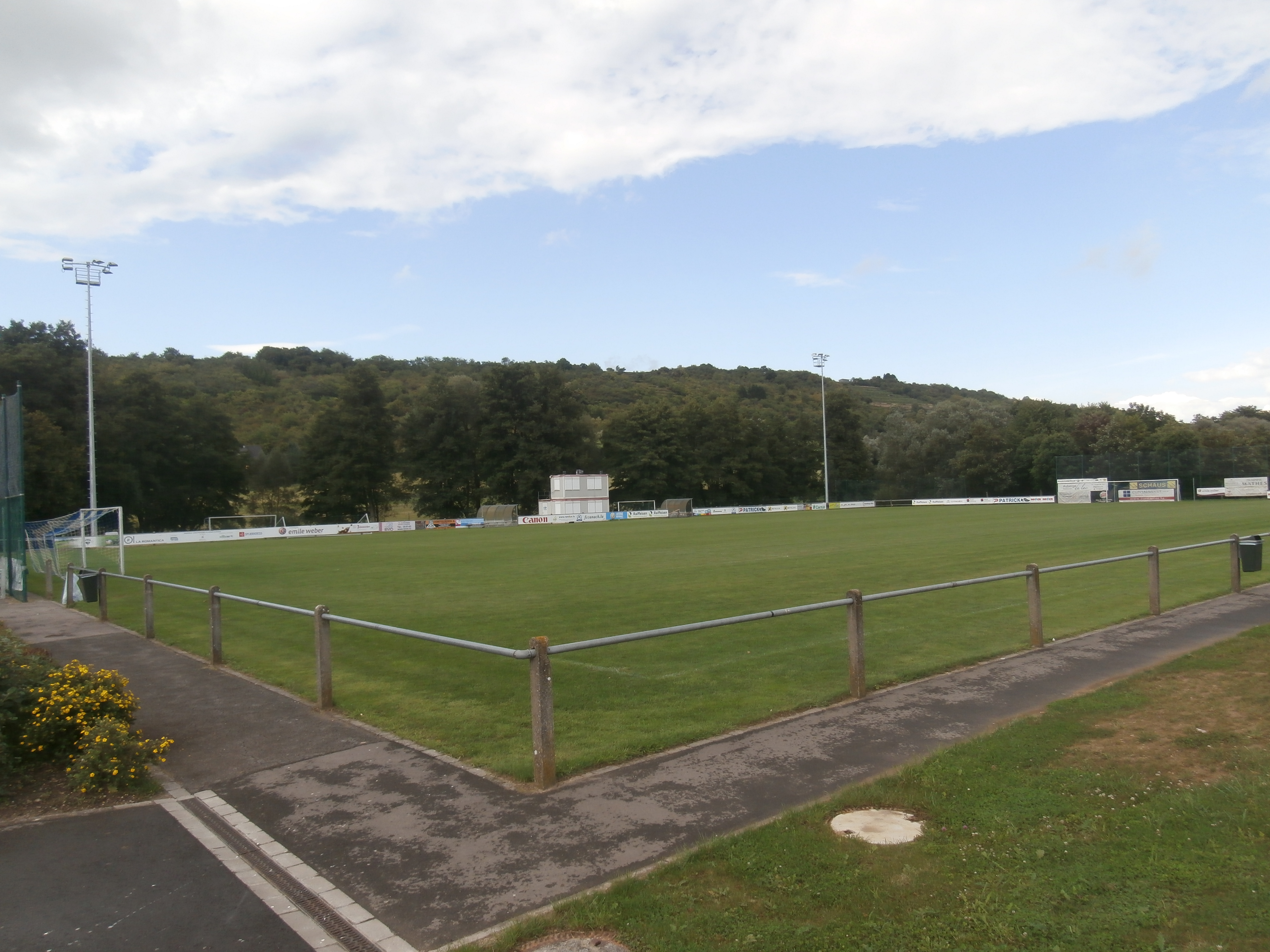
Стадион Руе де Лэннинген

Но дальнейших успехов клуб в высшем футбольном соревновании Люксембурга пока не добился. Каждый сезон, проведённый в Национальном дивизионе заканчивался для команды понижением в классе, и каждый раз на следующий год он снова возвращался в высшую лигу страны из Почётного дивизиона.
В Кубке Люксембурга наивысшим достижением команды является выход в полуфинал в сезоне 2014/15.
Стадион клуба Руе де Лэннинген вместимостью 1 000 мест не имеет ни искусственного освещения, ни сидячих мест.

## Достижения
- Почетный дивизион Люксембурга:

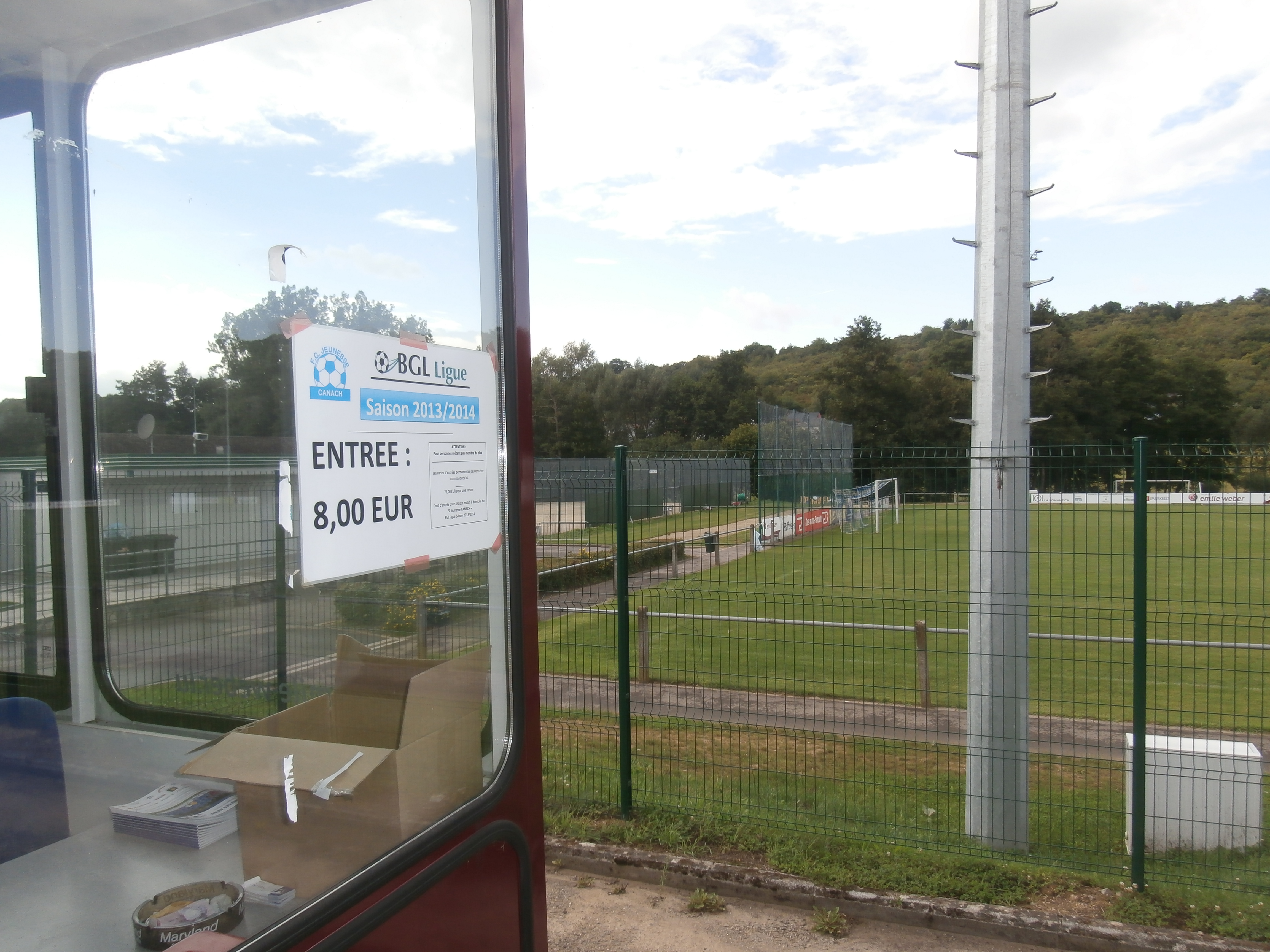
Билетная касса стадиона клуба

  -  Чемпион (1): 2012
  -  Серебряный призёр (1): 2010

## Известные тренеры
- Патрик Маурер (1 июля 1998 — 30 июня 2013)
- Фернандо Гутьеррес (1 июля 2013 — 8 ноября 2013)
- Патрик Маурер (8 ноября 2013 — 30 декабря 2015)
- Осейас Луис Феррейра (6 января 2016 − 30 октября 2016)[3][4]
- Патрик Маурер (31 октября 2016 −)[5]